# Hollyoaks Later
Hollyoaks Later (originalmente llamada: Late Night Hollyoaks) es una telenovela británica que comenzó sus transmisiones el 24 de noviembre del 2008 por la cadena E4, hasta ahora. La serie es el spin-off de Hollyoaks.

## Historia
El contenido de la serie a diferencia de Hollyoaks es que el spin-off sigue temas más polémicos y controvertidos, así como lenguaje más fuerte e historias más vanguardistas.

## Personajes
| Actor              | Personaje            | Ocupación | N.º de episodios | Duración |
| ------------------ | -------------------- | --------- | ---------------- | -------- |
| Nick Pickard       | Tony Hutchinson      | -         | -                | 2013     |
| John Pickard       | Dom Reilly           | -         | -                | 2013     |
| James Redmond      | Rory "Finn" Finnigan | -         | -                | 2013     |
| Jeremy Edwards     | Kurt Benson          | -         | -                | 2013     |
| Parry Glasspool    | Harry Thompson       | -         | -                | 2013     |
| Sarah Jayne Dunn   | Mandy Richardson     | -         | -                | 2013     |
| Jorgie Porter      | Theresa McQueen      | -         | -                | 2013     |
| Bryan Parry        | Louis McQueen        | Soldado   | -                | 2013     |
| Dean Aspen         | Duncan Button        | Soldado   | -                | 2013     |
| Jazmine Franks     | Esther Bloom         | -         | -                | 2013     |
| Lucy Dixon         | Tilly Evans          | -         | -                | 2013     |
| Danny Dyer         | "The White Man"      | -         | -                | 2013     |
| Wallis Day         | Holly Cunningham     | -         | -                | 2013     |
| Alexandra Fletcher | Diane O'Connor       | -         | -                | 2013     |
| Greg Wood          | Trevor Royle         | -         | -                | 2013     |

### Personajes Recurrentes
| Actor              | Personaje        | Ocupación | N.º de episodios | Duración |
| ------------------ | ---------------- | --------- | ---------------- | -------- |
| Dominic Tighe      | Harvey Smith     | Capitán   | -                | 2013     |
| Abigail Hardingham | Taylor Wells     | Corporal  | -                | 2013     |
| Stella Pecollo     | Carlotta Diez    | -         | -                | 2013     |
| Peter Singh        | Abdel Dris       | -         | -                | 2013     |
| Harriet Cains      | Harriet Gonzalez | -         | -                | 2013     |
| Thaila Zucchi      | Maria Gonzalez   | -         | -                | 2013     |
| Jarred Christmas   | Bob              | -         | -                | 2013     |
| Gordon Kennedy     | Hamish Ray       | -         | -                | 2013     |

### Antiguos Personajes
| Actor         | Personaje    | Ocupación | N.º de episodios | Duración | Estado | Causa                                                   |
| ------------- | ------------ | --------- | ---------------- | -------- | ------ | ------------------------------------------------------- |
| Lucy Gape     | Jade Hedy    | -         | -                | 2013     | Muerta | asesinada por Tilly en defensa                          |
| Jordan Dawes  | Wes Anderson | -         | -                | 2013     | Muerto | asesinado por Jade                                      |
| Laurie Duncan | Callum Kane  | -         | -                | 2013     | Muerto | asesinado por Jade mientras intentaba rescatar a Esther |

## Música
En noviembre del 2007 el grupo The Saturdays apareció en dos episodios de la serie. 

## Producción
Para cada series de Hollyoaks Later los productores de la serie Hollyoaks escogen a varios actores del elenco de la serie original y agregan a nuevos personajes.